# Stazione di Prato-Tires
Stazione di Prato-Tires vasútállomás Olaszországban, Trentino-Alto Adige régióban, Fiè allo Sciliar településen.

## Vasútvonalak
Az állomást az alábbi vasútvonalak érintik:
- Brenner-vasútvonal

## Kapcsolódó állomások
A vasútállomáshoz az alábbi állomások vannak a legközelebb: 
- Stazione di Ponte Gardena-Laion
- Stazione di Bolzano
- Cardano/Kardaun railway station